# Benilde Josep Casademunt Ribas

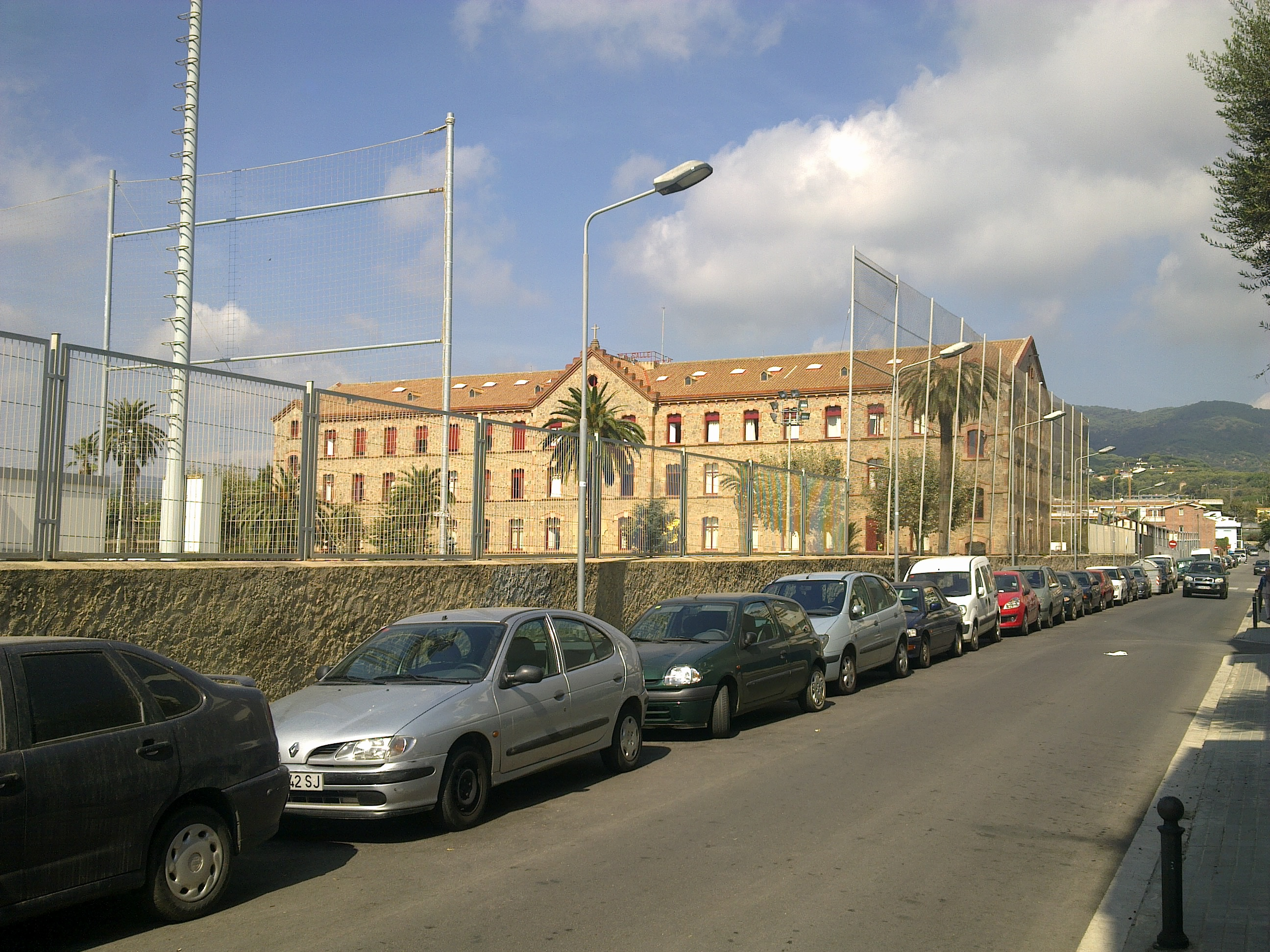
Escola La salle de Premià de Mar on va viure el Beat Benilde Josep

Francesc Casademunt Ribas o Benilde Josep (Llofriu, 5 de febrer de 1872 - Valls, 26 d'agost de 1936) va ser un Germà de les Escoles Cristianes que fou assassinat a la guerra civil espanyola i ha estat beatificat per l'Església Catòlica. Va treballar a Barcelona, Cassà de la Selva, Llagostera, Figueres, Palamós, Premià de Mar i Cambrils.

## Biografia
Batejat amb el nom de Francesc el 7 de febrer de 1872, va fer els primers estudis a l'escola San José que els Germans de les Escoles Cristianes de La Salle tenien a Cassà de la Selva. Després va ingressar de novici a la congregació dels germans de Fonséranes-Noviciat, a França. Als 14 anys Francisco es va convertir en postulant en aquell Noviciat i va vestir l'hàbit de religiós de Germà de La Salle amb el nom de Benildo José, l'1 de novembre de 1886. La seva primera destinació va ser, el 1887, el Noviciat de Fonséranes, però com a catequista, la qual cosa va aprofitar per a completar l'aprenentatge de la llengua francesa i també els seus estudis pedagògics (1887-1888).
Als 16 anys, el 1888, va estar en el col·legi Comtal-San José de Barcelona, a les classes dels petits i mitjans, durant 6 cursos (1888-1895). L'escola en aquell moment estava situada al carrer Montcada, fins que dos anys després, el 1890, es va traslladar al carrer Comtal, on l'escola adquirí el nom popular de Comtal sense perdre el de San José. El 1895 va ser destinat a l'escola Sagrat Cor de Manlleu, dirigida per H. Zélis (Henri Delaris). Va participar en l'organització del, esdevenint subdirector el 1900.
El 1904 fou nomenat director de l'escola Sagrat Cor de Jesús de Llagostera, fundada el 1902, que tenia dificultats per consolidar-se. La seva presència va regenerar la parròquia i les seves obres educatives (1904-1906). Al cap de dos cursos, en 1906, va tornar al col·legi Comtal-San José (1906-1910) que estrenava nova ubicació al carrer Amadeu Vives, al costat del Palau de la Música Catalana; aquesta vegada va estar dos cursos. En 1910 va ser nomenat inspector de l'explotació agrícola de la gran finca de Fortianell Institut Agrícola (1910-1917), prop de Figueres, on s'havia traslladat l'Institut Agrícola de Limoux. Com que coneixia bé les condicions climàtiques dels cultius de la comarca empordanesa va aconseguir així el màxim rendiment de la finca durant els set cursos que hi va estar. En 1917 el trobem a l'escola La Salle San José de Palamós com a pro-director i a l'any següent, havent mort el Director, H. Claudio José, també fill de Palafrugell, el va substituir fins a 1922 en aquesta escola de la Costa Brava. Hi va estar cinc anys (1917-1922).
Després del directorat de Palamós va estar vuit anys, del 1922 al 1930, al Noviciat Apostòlic de La Salle Premià de Mar com a subdirector, on també es va ocupar de l'explotació de la gran horta. A Cambrils la casa “Sagrat Cor” estava dirigida per G. Jovien Léonard, fundador de Tarragona, però la salut no li acompanyava i es trobava desbordat. Benildo José va organitzar els serveis durant el curs 1930-1931. Al següent any va ser nomenat Director General de la casa San José de Cambrils (1931-1936), que portava tres anys de funcionament.
Com a Director General també es va responsabilitzar de la finca d'unes 20 hectàrees que contribuïa en part al sosteniment dels grups de formació. Desitjós d'assegurar un ple rendiment, organitzava els treballs de la setmana entre el grup de treballadors: novicis menors, novicis i escolàstics. Cada dia tot era supervisat pel G. Benildo José: serveis, corrals, quadres, coberts, camps. Però també la infermeria de la casa era un lloc d'especial sol·licitud. Anava amb compte de les necessitats dels malalts, dels medicaments, dels tractaments específics que el Germà infermer havia de dur a terme. Dotat d'un gran sentit comú i amplitud de mires, sabia deixar a cada Director dels grups de la casa, la responsabilitat personal del seu àmbit propi. L'excessiu desgast d'energia física no podia deixar d'afectar un robust organisme. Diverses vegades va patir atacs de uremia; va haver de sotmetre's a un rigorós règim alimentari; però els remeis arribaven massa tard.

## Martiri
Cambrils és on el va sorprendre l'inici de la Guerra Civil espanyola. Junt amb molts sacerdots, religiosos i seglars catòlics va ser detingut i empresonat en el vaixell-presó "Riu Segre", ancorat en el port de Tarragona. Cada dia els milicians els anaven traient en grups per a afusellar-los. Allí tancats, el van treure el 26 d'agost de 1936 i el van afusellar i martiritzat en la riba del riu Francolí, enfront de la fàbrica de tabacs, prop dels dipòsits de la CAMPSA de Tarragona, Valls. Tenia seixanta-quatre anys i n'’havia fet 50 de vida religiosa.
Acabada la Guerra, el seu cos va poder ésser recuperat de la fossa comú i enterrat en la cripta martirial de l'església en la Casa La Salle de Sant Martí Sesgueioles.
Va ésser beatificat el 13 d'octubre de 2013, amb el grup de 522 màrtirs de la beatificació de Tarragona. La seva festa se celebra el 26 d'agost.